# Biberacher Hütte
Die Biberacher Hütte ist eine Schutzhütte der Kategorie I der Sektion Biberach des Deutschen Alpenvereins (DAV). Sie liegt im Lechquellengebirge auf einer Höhe von 1846 m ü. A. auf der Gemarkung der Gemeinde Sonntag im österreichischen Bundesland Vorarlberg. Sie wurde 1911 erbaut und bietet inklusive Winterraum insgesamt 110 Übernachtungsplätze.

## Lage und Umgebung
Die Hütte ist südwestlich des Schadonapasses (1840 m ü. A.) gelegen, der einen historischen Übergang vom Bregenzerwald ins Große Walsertal darstellt. Der Pass befindet sich zwischen der Glattjöchlspitze (2106 m ü. A.) im Nordwesten und dem Rothorn (2239 m ü. A.) im Südosten. Weitere Gipfel in Hüttennähe sind der Gigelturm (2112 m ü. A.) und die Hochkünzelspitze (2397 m ü. A.). Neben dem Gemeindegebiet von Sonntag liegen außerdem auch die Gemarkungen von Schoppernau und Schröcken nahe der Hütte. Talorte sind im Osten Schröcken und Buchboden im Westen.

## Geschichte
Anlass für die Erbauung einer alpinen Schutzhütte durch die Sektion Biberach waren die folgenden Worte in den Mitteilungen des Deutschen und Österreichischen Alpenvereins Nr. 17 aus dem September 1909: „Es gibt noch Gegenden in unseren Alpen, in denen man zwei oder mehrere Tage gehen kann, ohne weit und breit eine alpine Gaststätte zu finden. Das ist der Fall in dem zwei volle Tagesmärsche umfassenden Gebietsabschnitt Bezau – Langen.“  Daraufhin erkundeten Mitglieder der Sektion am 31. Oktober 1909 einen geeigneten Platz und entschieden sich für das Gelände um den Schadonapass. Erbaut wurde die Hütte im Stil der Bregenzerwälderhäuser, der mit seiner Schindelverkleidung bis heute größtenteils erhalten geblieben ist. Bei der Eröffnung 1911 bot die Hütte elf Betten und zehn Matratzenlager. Sie war außerdem die erste Hütte des Alpenvereins im Lechquellengebirge.
Nach dem Zweiten Weltkrieg wurde die Hütte vom Österreichischen Alpenverein zwangsweise verwaltet. Für den Erhalt des Gebäudes konnte dieser nur die wenigen Einnahmen aus dem Hüttenbetrieb verwenden, worunter die Hütte zu leiden hatte. Erst am 30. Juni 1956 ging die Biberacher Hütte in den Besitz ihrer Erbauungs-Sektion, die am 2. September von der Sektion Vorarlberg auch die Schlüssel zurückbekam, zurück. Eine erste bauliche Weiterentwicklung aus den Jahren zwischen 1965 und 1968 war die geordnete Wasserversorgung, eine Kläranlage und ein Generatorhaus.
Der Generalumbau der Hütte erfolgte zwischen Juli 1978 und Juli 1980 und kostete mehr als 700.000 DM. Das Material wurde fast ausschließlich mit dem Hubschrauber in rund 800 Flügen zur Baustelle geflogen. Neben der Erweiterung der Schlafmöglichkeiten auf 110 Schlafplätze, aufgeteilt in elf Bettenplätze in vier Räumen, dazu weitere drei Räume mit 32 Lagern und zwei Räume mit 47 Lagerplätzen sowie 20 Plätze im Winterraum, wurde der Gastraum erweitert. Außerdem wurden ein Anbau, der unter anderem eine Pächterwohnung beherbergt, errichtet. Zudem erhielt die Hütte einen großen Keller und verbesserte sanitäre Anlagen. Nachdem Wasser- und Windkraft sowie Solarenergie als Energielieferanten ausschieden, wurde die Biberacher Hütte bis zum Jahr 2002 an das öffentliche Stromnetz angeschlossen. Im Juli 2011 wurde das hundertjährige Hüttenjubiläum mit einem Berggottesdienst und Vorführungen der Bergwacht begangen. Nachdem der langjährige Pächter aus Schröcken 2015 plötzlich gestorben war, gab die Witwe die Pacht auf. Seit 2016 ist ein Pächterpaar aus St. Leonhard (Pitztal) tätig.

## Zustiege
Es gibt verschiedene Zugangsmöglichkeiten zur Biberacher Hütte, die sich jeweils aus dem Bregenzerwald und dem Großen Walsertal ergeben.
Der kürzeste Zustieg verläuft von Landsteg (Haltestelle der Buslinie Dornbirn / Bregenz – Warth – Lech) an der Bregenzerwaldstraße zwischen Schoppernau und Schröcken über den geschotterten und im unteren Abschnitt schattigen Versorgungsweg in gut zwei Stunden. Weitere Möglichkeiten, aus dem Bregenzerwald zur Hütte zu gelangen, bieten sich von Schröcken über das Braunarlfürggele (2145 m ü. A.) in vier bis fünf Stunden, von Schoppernau über das Schalzbachvorsäß und das Glattjöchl in 4,5 Stunden sowie von Au über Bodenvorsäß und das Töbelejoch (2101 m ü. A.) in ungefähr sechs Stunden. Auch vom Faschinajoch aus ist ein Zugang über die Hochschere (2013 m ü. A.) und das Ischkarneifürggele möglich und dauert sechs bis sieben Stunden.
Die Zugänge aus dem Großen Walsertal beginnen in Buchboden (910 m). Die ehemalige Mautstraße zur Metzgertobelalpe ist nur noch für land- und forstwirtschaftliche Fahrzeuge offen, das private Kfz darf nur bis zum im 912 m Höhe nahe der Lutz angelegten Parkplatz von Bad Rotenbrunnen, etwa 2 km hinter Buchboden, benutzt werden. Von dort dauert der Zustieg über die Metzgertobel- und Alpschellaalpe sowie die Litehütte vier Stunden. Zunächst der Straße zu Fuß folgend, ergeben sich zwei Varianten über die Untere Ischkarneialpe, die zwischen drei und vier Stunden Gehzeit betragen. Außerdem ist ein Zustieg über die Überlutalpen in 3½ Stunden möglich.

## Übergang
Einzige Nachbarhütte der Biberacher Hütte ist die Göppinger Hütte (2245 m ü. A.). Sie kann in 4½ Stunden über die Litehütte, die Alpaschellaalpen und den Gamsboden erreicht werden. Eine Alternative wäre der Weg zum Braunarlfürggele und von dort entweder über die Braunarlspitze (2649 m ü. A.) oder hinab zum Geislinger Jägersteig, vorbei am Butzensee und weiter auf dem Theodor-Prassler-Weg zur Göppinger Hütte. Für die Varianten werden ungefähr eine Stunde mehr sowie Schwindelfreiheit und Trittsicherheit benötigt. Der Abstieg von der Braunarlspitze ist ungesichert.

## Alpinismus

### Gipfel und Touren
Die Biberacher Hütte liegt an zwei verschiedenen Weitwanderwegen: dem Europäischen Fernwanderweg E4 (alpin) und der roten Variante der Via Alpina. Außerdem verläuft an der Hütte der Bregenzer-Wald-Rundwanderweg vorbei. Dazu ist sie Startpunkt der Lechquellenrunde, die weiter über die Göppinger, Freiburger, Ravensburger und Stuttgarter Hütte verläuft.
Der Hausberg der Hütte ist die Hochkünzelspitze. Sie kann auf einem markierten, teilweise versicherten Weg in rund zwei Stunden erstiegen werden. Dabei treten Kletterschwierigkeiten im I. Grad auf, Trittsicherheit und Schwindelfreiheit sind nötig.
Höchster Berg in der Umgebung der Hütte ist die Braunarlspitze (2649 m). Sie wird in drei bis vier Stunden über das Fürggele (2145 m) und den mit Drahtseilen gesicherten Weimarer Steig bestiegen. Auch hier muss leicht im I. Grad geklettert werden, Trittsicherheit und Schwindelfreiheit sind nötig. Über das Fürggele kann auch der Hochberg (2324 m) erreicht werden. Der am weitesten entfernte und markierte Gipfelanstieg führt über das Töbelejoch auf den Zitterklapfen (2403 m). In der Nordflanke befindet sich eine kurze Klettersteigpassage, am Gipfelgrat müssen Schwierigkeiten bis zum II. Grad beherrscht werden. Weglose Touren sind Rothorn, Glattjöchlspitze und Wasserkluppe.

### Klettern
Kletterrouten in Hüttennähe finden sich an der Hochkünzelspitze (bis zum IV. Grad), am Schöneberg mit der Schönebergkante (VI.) und am Kilkaschrofen (bis IV.).
In unmittelbarer Umgebung der Hütte gibt es einen Übungsklettergarten (bis V.). Am Gigelturm, einem Felskopf am Weg zur Hochkünzelspitze, befindet sich ein weiterer Klettergarten mit Mehrseillängenrouten (bis VII.). Ebenfalls am Weg liegt der Klettergarten Tweety, dessen Routen bis VIII- reichen.

## Sektion Biberach
Die Sektion Biberach des Deutschen Alpenvereins wurde 1895 gegründet und hat 5.670 Mitglieder (Stand: 31. Dezember 2024).

## Bilder

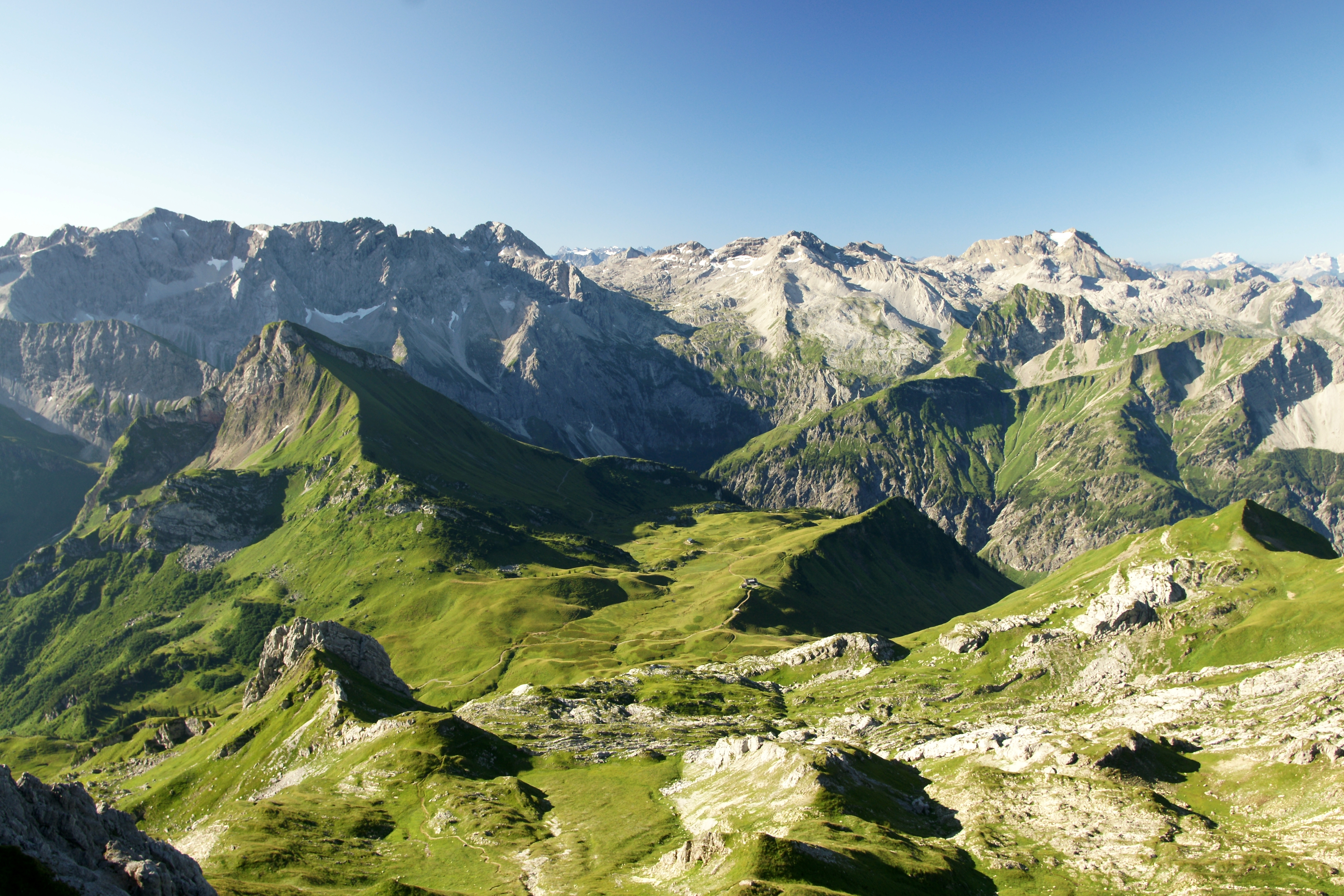
Lage am Schadonapass
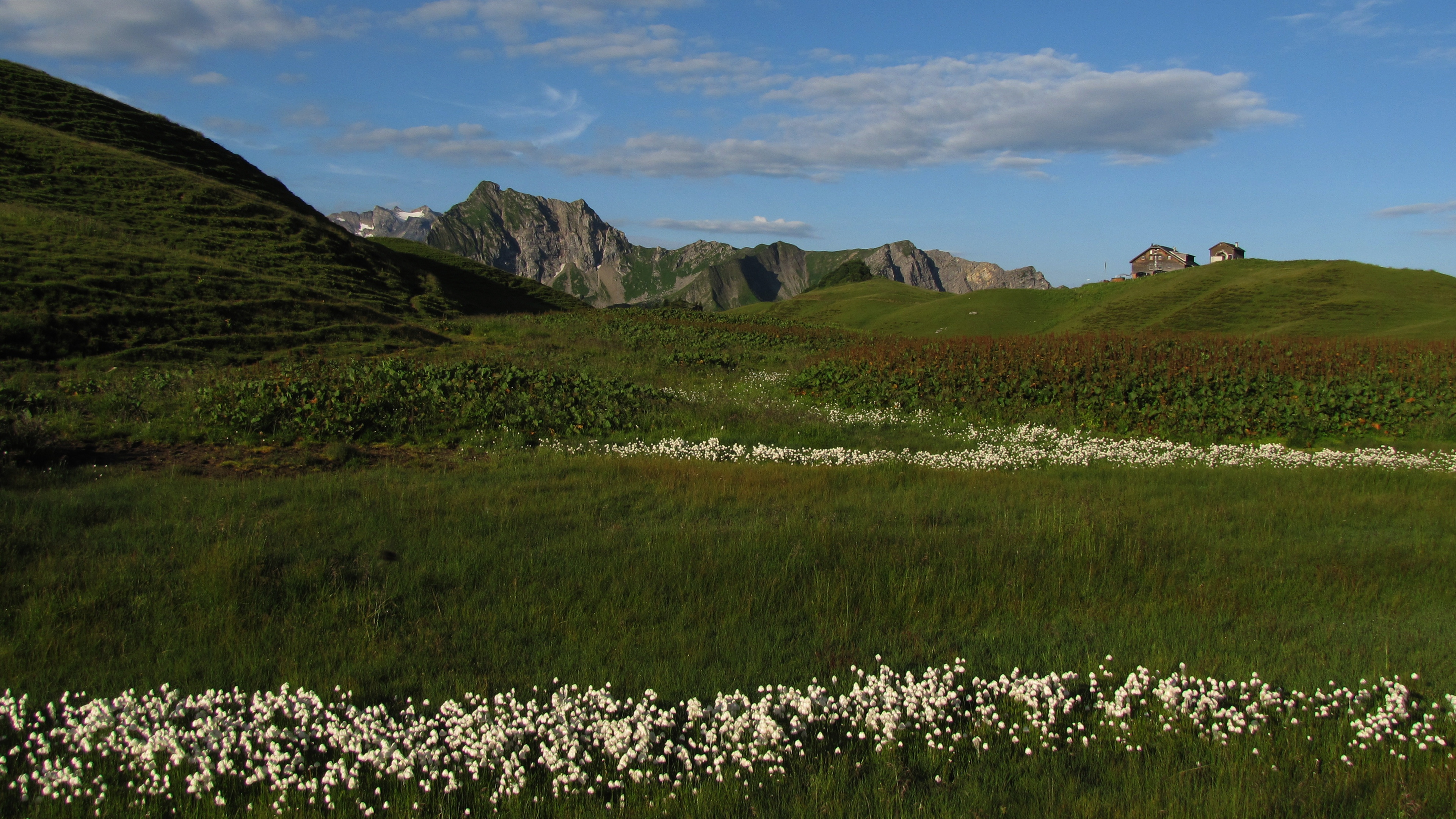
Scheuchzers Wollgras mit Feuerstein (2271 m) im Hintergrund
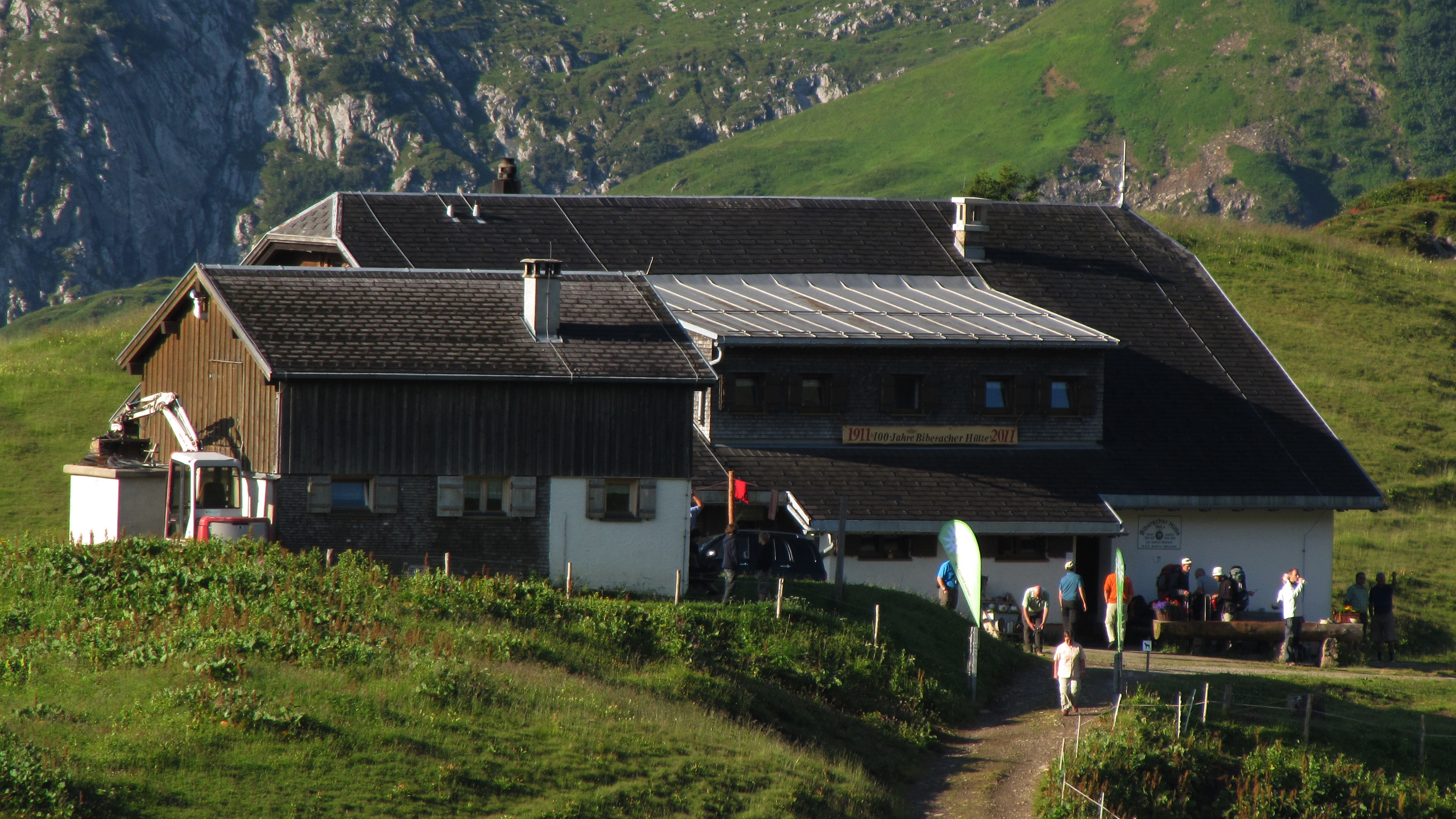
100-Jahr-Feierlichkeiten
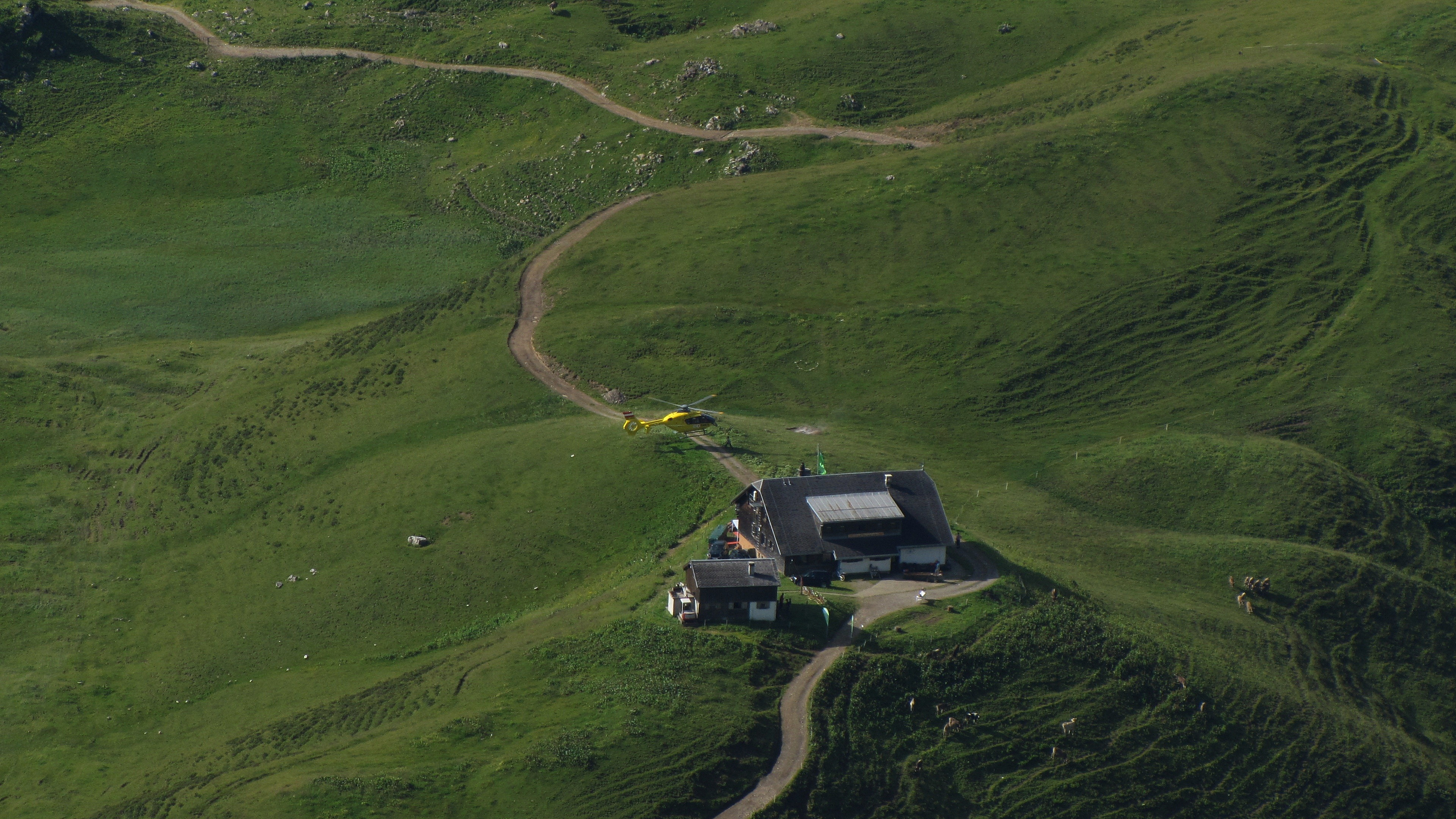
Hubschrauberlandung bei den Feierlichkeiten